# NGC 7095
NGC 7095 (другие обозначения — PGC 67546, ESO 27-1, FAIR 353, IRAS21457-8145) — спиральная галактика (Sc) в созвездии Октант.
Этот объект входит в число перечисленных в оригинальной редакции «Нового общего каталога».